# Herfstspanner
De herfstspanner (Epirrita dilutata) is een nachtvlinder uit de familie Geometridae (spanners). De voorvleugellengte bedraagt tussen de 15 en 22 millimeter. De soort komt verspreid over Europa en het Nabije Oosten voor. Hij overwintert als ei.

## Waardplanten
De herfstspanner heeft als waardplanten allerlei loofbomen zoals berken.

## Voorkomen in Nederland en België
De herfstspanner is in Nederland en België een algemene soort, die verspreid over het hele gebied kan worden gezien. De vlinder kent één generatie die vliegt van eind september tot en met november.